# Березин, Сергей Иванович
Сергей Иванович Березин (род. 29 февраля 1960, СССР) — советский футболист, нападающий. Мастер спорта (1986).

## Карьера

### Клубная
Выступления в командах мастеров начал в 1977 году в благовещенском «Амуре». В 1978 играл в дубле московского «Спартака», на следующий год вернулся в «Амур». Следующие 5 сезонов провёл в хабаровском СКА в первой лиге, в 1986 году перешёл в ЦСКА. Во втором туре чемпионата 1987 года в матче на манеже «Олимпийского» против «Жальгириса» в борьбе за верховой мяч столкнулся с игроком соперника и после падения ударился головой о бетонный пол, находившийся под синтетическим покрытием. Из-за отсутствия 10-сантиметровой резиновой «подушки» под покрытием Березин получил тяжелейшую черепно-мозговую травму — перелом основания черепа. Был без сознания 22 дня, в результате трепанации черепа у него были удалены кровяной сгусток и часть мозгового вещества. Провёл в реанимации 47 дней. После реабилитации на следующий год попытался вернуться на поле, но ему было отказано.

### Тренерская
В 1991 году закончил Ленинградский военный институт физкультуры. Занимается тренерской деятельностью.
C Августа 2023 года тренирует Медийный ФК BlackBalls